# Australosymmerus bivittatus
Australosymmerus bivittatus är en tvåvingeart som först beskrevs av Freeman 1951.  Australosymmerus bivittatus ingår i släktet Australosymmerus och familjen hårvingsmyggor. Inga underarter finns listade i Catalogue of Life.